# 犯罪構成要素
犯罪構成要素（英語：Element of a crime），即构成犯罪所需要符合的条件，在不同国家和地区以及不同法系之间各有不同。
在歐陆法系国家，主要犯罪构成要件学说为阶层犯罪论（包括三阶层和两阶层，三阶层为当前大陆法系国家主流学说）。在中国大陆，主流犯罪构成要件学说为源自前苏联的犯罪构成四要件体系，但该学说因其存在弊端而受到许多批评，来自歐陆法系国家的阶层式犯罪构成要件学说以其更严谨的分析逻辑和对客观主义刑法的坚持和贯彻正在逐渐为更多人所接受。

## 三階層犯罪構成體系

### 構成要件該當性
構成要件該當性即判斷構成要件（德語：tatbestand）符合刑法所定的客觀與主觀要求。
客觀上行為人須有行為、行為造成後果、後果具有危害性。
主觀上行為人須有故意或過失。

### 違法性
違法性（德語：rechtswidrigkeit）即判斷行為是否違法。合法的行為，不論該行為之法源為刑法總則條款或其他任何非刑事法律，不論行為人之行為、所造成之結果、所具有之主觀意識是否符合一罪名所涉之刑法分則條款所規定之要件，皆不構成犯罪。
依刑法之一般條款，定罪需確認有無「阻卻違法」的正當事由。若具正當阻卻違法事由，就不具備違法性或違法性不明顯。如為了逃出火場，破壞物品，乃為保護較重要法益而損害其他利益，即是緊急避險，不構成毀損罪。為阻止被攻擊而進行防衛，即是正當防衛，不構成傷害罪。依非刑事法律，醫生開刀的醫療行為，因已獲得同意，不構成傷害罪；警察執行公務逮捕罪犯，乃執行法定公務，不構成妨害自由罪。

### 有責性
行為人需有罪責（德語：schuld）方為犯罪。構成罪責須兩項條件，乃責任能力與可非難性。
「責任能力」的要求在於，行為人為其行為承擔刑事責任的前提是其具有自由意志。若行為人做出行為時處於精神病發、沒有判斷力的狀態，則無責任能力，不構成犯罪。
「可非難性」要求行為人認識到、或至少可能認識到其行為違法。若行為人理應無法認識到其行為違法，則不能就其違法行為將其定罪。若行為人理當誤認為其行為不違法、或誤認為其自身已獲得許可，因其無可非難，而不構成犯罪。若行為人基於合理的假想防衛而行動，因其無可非難，而不構成犯罪。若行為人為了逃脫現時的、危機自身生命的情形，而无可避免地將危險轉嫁於他人，因依常理無法期待其作出保護法益的行為，該行為不構成犯罪。

## 普通法
普通法中，犯罪構成要素如下所列：

### 犯罪意識
犯罪意識（拉丁語：mens rea）是指關於被告意圖的要件。通常而言，行為人須對其行為所造成的結果具有直接蓄意、傾向蓄意、明知、輕率、有罪疏忽時方為犯罪，在一些特殊情況下，法律也可規定行為人須對後果承擔嚴格責任，沒有完整意圖時亦構成犯罪。

### 犯罪行爲
一切的犯罪都需要有切實行為，即犯罪行為（拉丁語：actus reus）。行為分為作為、不作為、佔有三類。

### 因果性
犯罪行為與危害結果之間的因果關係必須得到證明方可定罪。

### 共時性
犯罪意識與犯罪行為必須同時發生。

## 四要件说
四要件說是中國大陸刑法學說之一，中华人民共和国成立初期从苏联引进。苏联四要件体系继承于俄国刑法理论，而俄国刑法理论来源于德国刑法理论。1980年代以来，“四要件”和“三阶层”在中国大陆法学界存在长期争论。
四要件說將刑法所定之要件分為四類。四要件同時評價，據此定罪。四項要件如下所列：

### 犯罪主体
犯罪主体即要求行為人具有刑事責任能力或特定身分。
如未達到刑事責任年齡，可能因不具有刑事責任能力而不負刑事責任。
精神病人在失去判斷力時，亦可能因不具刑事責任能力而不負刑事責任。
如巨額財產來源不明罪，若掌握巨額財產者非是國家公職人員，則可能不作為巨額財產來源不明罪所懲戒約束的主體，而不構成犯罪。

### 犯罪客体
犯罪客体即受危害的法益；
如非法拘禁罪，若獄警監禁囚犯，雖在事實層面的行為上確為獄警拘禁他人，但並不危害「公民人身權利、民主權利」這一法益，因而執行此一公務構成違法阻卻事由，受排除於「非法」情況之外，不構成犯罪。

### 犯罪的主观方面
犯罪的主观方面即故意或过失，要求行為人對結果具有希望、放任、疏忽、輕信的主觀意願時，方構成犯罪：
- 希望後果發生，為直接故意；[12]
- 放任後果發生，為間接故意；[12]
- 应当注意、而未能注意，致使后果发生的，为疏忽大意的过失；[13]
- 对于应当预见的后果、因过于有信心能够避免、而未积极采取行动，致使后果未能避免的，为轻信的过失。[13]

### 犯罪的客观方面
犯罪的客观方面即危害行為與危害結果。
如未有切實行為，則不構成犯罪；但採取切實行動為將造成危害結果的犯罪行為進行預備的，亦可能明定為犯罪。
如危害結果顯著輕微，則一般不構成犯罪。

## 二阶层犯罪构成体系
在以德日为代表的歐陆法系国家，事实上并不存在所谓犯罪构成的概念，类似的概念是犯罪成立条件，阶层犯罪论为主流学说，可分为三阶层（构成要件该当性、违法性、有责性）以及两阶层（合并构成要件符合性与违法性）,以下简要说明二者的基本内容（由于不同时期以及不同学派观点不同，在论述阶层犯罪论构成要素时可能会有所不同，因而以下论述尽可能参照通说论述）。

### 不法
行為人具有不法意識(故意或過失)。

#### 构成要件符合性
主要构成要素包括：行为主体、行为、行为对象、行为结果、行为与行为结果之间的因果关系。
- 行为主体：是刑法规定的实施犯罪行为的主体。
- 行为：構成要件所描述之行為，如殺人罪之「殺」；竊盜罪之「竊取」。所有犯罪均需具備之。其有作为与不作为之分。
  1. 作为是指行为人积极地促成行为的进行。主观上具有故意的特征。
  2. 不作为是指行为消极的不履行本该履行的行为。主要是未履行法律所规定的各项义务。其来源一般有三个，包括法律本身规定的、拥有一定职务的人相应负担的义务和由先行行为所引起的义务。“由先行行为所引起的义务”指的是比如成年人带儿童（不一定有血缘关系）去游泳，成年人看见儿童落水而采取消极的不作为态度，他便应承担一定的刑事责任。
- 犯罪对象：又称行为对象，是指犯罪行为直接作用或指向的具体的人或物。僅限於結果犯(Result-constituted offenses)有行為对象。
- 危害結果：是指行為所造成的外界變動，如殺人造成被害人死亡、竊盜造成被害人的持有狀態被破壞。結果犯必須要結果的發生犯罪才能成立，否則論以未遂。行為犯(舉動犯、Non-result constituted offenses/Tätigkeitsdelikt/Erfolgsdelikt)則無須結果的發生。
- 因果關係：行為與結果間的連線，可分為「因果」與「歸責」二部分依序檢驗，欠缺則論以未遂。对于行为犯，因欠缺因果关系，法理上是可以判其无罪的。例如甲殺乙，乙經救治後未死，但乙住院期間醫院失火，乙逃生不及死於醫院火災。此情況下，依條件理論存在因果關係(若非甲殺乙，乙則不會住院；若乙不住院，也不會死於火災)，但依照歸責理論，乙之死均不可歸責與甲，因醫院失火在風險實現階層中欠缺常態關連性，故甲只需論以殺人罪未遂犯。而這段並非因果關係之處理，而於客觀可歸責性進行審查

#### 違法阻卻事由
包括正當防衛、緊急避難、被害人承諾、推定的被害人承諾、假定的承諾、自損行為等，以及因法益性的闕如阻卻事由和基於法益衡量的阻却違法事由。

### 責任
行為人要有責任能力。

#### 積極的責任要素
包括故意、過失、目的與動機。

#### 消極的責任要素
包括責任能力、違法性認識可能性、期待可能性。

## 外部連接
- Laws on Crime
- Thomas, J., concurring Charles C. Apprendi, Jr., Petitionier v. New Jersey - On Writ of Certiorari to the Supreme Court of New Jersey （页面存档备份，存于）